# Rio Comarna
O Rio Comarna é um rio da Romênia, afluente do Bahlui, localizado no distrito de Iaşi.